# Арам Берберян-Датев
Арам Берберян-Датев е български композитор, пианист, диригент, аранжор и музикален педагог, професор от арменски произход.

## Биография
Роден е на 3 декември 1926 г. във Варна. Учи пиано в Българската държавна музикална академия и извънредно композиция при проф. Панчо Владигеров, където завършва през 1956 г. Акомпанира на различни певци и инструменталисти, създава различни певчески формации и работи като корепетитор в балетното училище. Сътрудничи и на арменската общност. От 1951 до 1955 г. е корепетитор и помощник-диригент на хор „Ереван“ в София.
Ръководи различни хорови и разнородни музикални състави в Шумен, Варна, Добрич, Силистра, Попово, Девня и др. Пише театрална музика за постановки на Варненския, Добричкия и Шуменския театър. Създава естрадно-симфоничен оркестър. Завръща се във Варна след 1970 г. До 1985 г. ръководи съставите на читалище „Маяковски“ и арменската общност във Варна. Постъпва на работа в дирекция „Музика“ като музиколог и създава „Брасформация Варна ’86“ (1986 – 1988). От 1982 г. често пребивава в Германия. Там защитава професура. През 1993 г. получава международно признание с номинации, удостоявания и награждавания като композитор, пианист, диригент, хормайстор и аранжор.
Автор е на една оперета, един балет-спектакъл, музика за естрадно-сатирични спектакли и други музикално-сценични творби; кантатно-ораториални и оркестрови опуси; вокални цикли и песни, инструментална музика; музика към театрални постановки; забавни песни по стихове на Богомил Тодоров, Кольо Севов, Атанас Стоев и др., музика за деца – детски песни и музикално-сценични спектакли – детски мюзикъли и др.
Умира на 21 април 2011 г. във Варна.